# CUS Vérone
Le CUS Vérone est un club de handball qui se situe à Vérone en Italie. 

## Palmarès
- Championnat d'Italie (1) : 1972